# Hansenium caicoensis
Hansenium caicoensis is een pissebed uit de familie Stenetriidae. De wetenschappelijke naam van de soort is voor het eerst geldig gepubliceerd in 1991 door Kensley & Heard.